# اوبرادن
اوبرادن (به آلمانی: Oberraden) یک شهر در آلمان است که در نویوید واقع شده‌است. اوبرادن ۶۲۹ نفر جمعیت دارد.